# Balclutha boica
Balclutha boica är en insektsart som beskrevs av Wagner 1950. Balclutha boica ingår i släktet Balclutha och familjen dvärgstritar. Arten är reproducerande i Sverige. Inga underarter finns listade i Catalogue of Life.